# Czakó József (orvos)
Czakó József (Székelykövesd, 1895. június 4. – Marosvásárhely, 1975. december 23.) sebész szakorvos és orvosi szakíró.

## Életpályája
Tanulmányait a marosvásárhelyi református kollégiumban kezdte, majd a kolozsvári unitárius kollégiumban végezte. A kolozsvári Ferenc József Tudományegyetem Orvostudományi Karán folytatta orvosi tanulmányait, de oklevelét 1921-ben már Budapesten szerezte, 1926-tól sebész szakorvos Marosvásárhelyen, a Marosvásárhelyi Szanatórium alapító igazgató-főorvosa, amely 1929-ben készült el, és amelynek létrehozásában fontos szerepe volt. A szanatórium korszerű, hetvenágyas intézet volt, amely sebészeti, belgyógyászati, szülészeti, reumatológiai és fizikoterápiás osztállyal működött. A gazdasági válság idején a szanatórium anyagi gondokkal küzdött, ezért Czakó József bérbe vette, és nehézségek árán, de működtette. A második világháborúban, a már állami tulajdonban lévő kórház sebészfőorvos igazgatója volt. A  Bolyai Egyetem Marosvásárhelyre költöztetett orvosi karának tanára lett, de 1946 februárjában koholt vádak alapján letartóztatták, bebörtönözték. 1950-ben a Duna-deltába vitték kényszermunkára. Később sebész szakorvos volt haláláig.
Az EME orvosi szakosztályában játszott tevékeny szerepet. Szívből eltávolított varrótű esete c. írása (az EME IV. orvoskongresszusi évkönyvében, Kolozsvár 1939) az idő tájt az orvosi világirodalomban is számon tartott, a hazaiban első közlés volt.

## Emlékezete
2018 októberében utcát neveztek el róla Marosvásárhelyen.